# مقياس العاكسية

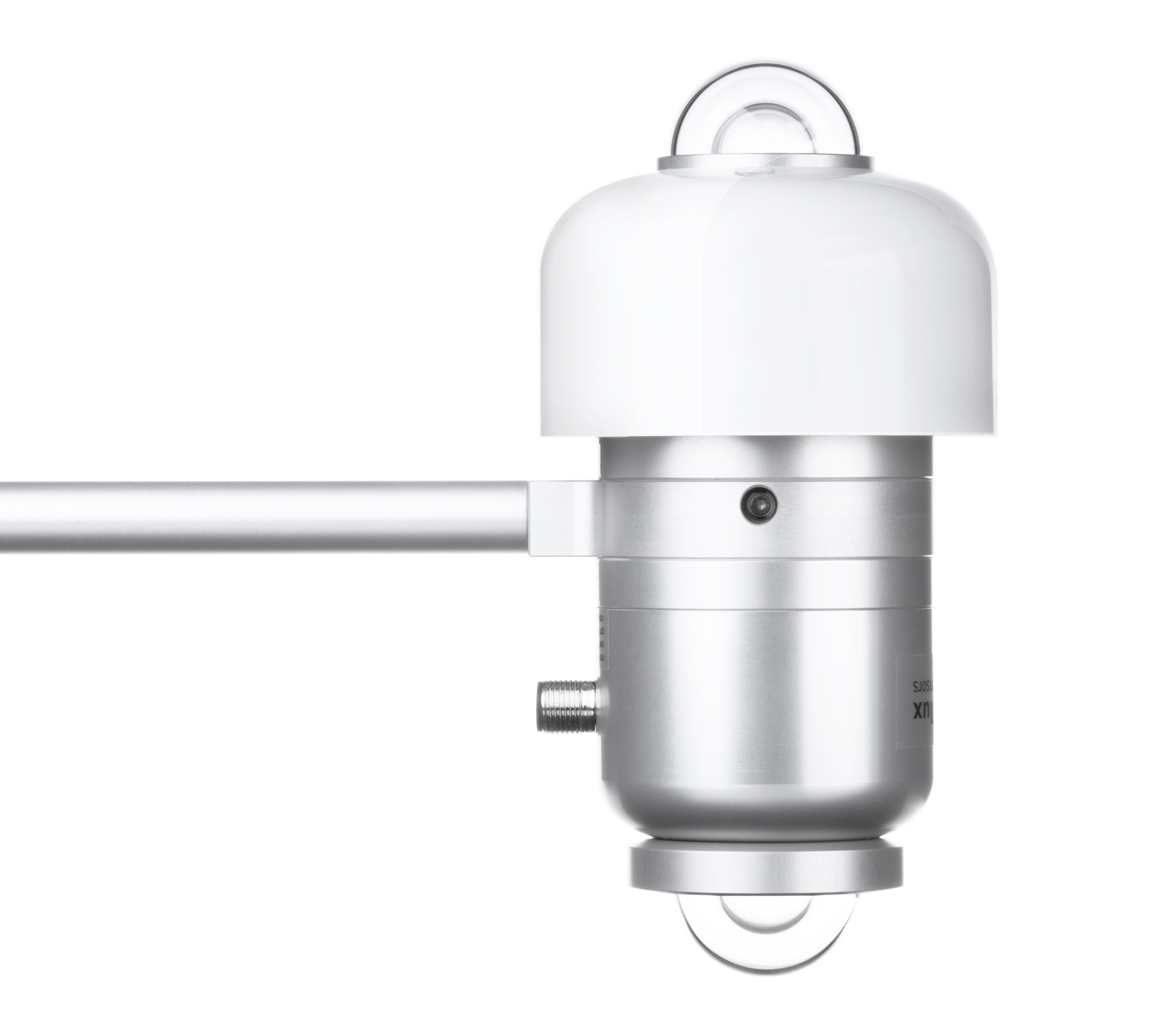
مقياس العاكسية نمطي يتكون من مقياسَيْ الإشعاع السماوي، طراز SRA30.

مقياس العاكسية (بالإنجليزية: Albedometer)‏ هو أداة تستخدم لقياس عاكسية (الإشعاع المنعكس) سطح. يستخدم مقياس العاكسية في الغالب لقياس انعكاسية سطح الأرض. ومن المفيد أيضًا تقييم التأثيرات الحرارية في المباني وقدرة التوليد باستخدام الألواح الشمسية الفلطائية الضوئية الثنائية الجانب. غالبًا ما يتكون من مقياسَيْ الإشعاع السماوي: أحدهما متجه للأعلى نحو السماء والآخر متجه للأسفل نحو السطح. من نسبة الإشعاع الوارد والإشعاع المنعكس يمكن حساب العاكسية.